# Télégramme Zimmermann
Pour les articles homonymes, voir Zimmermann.

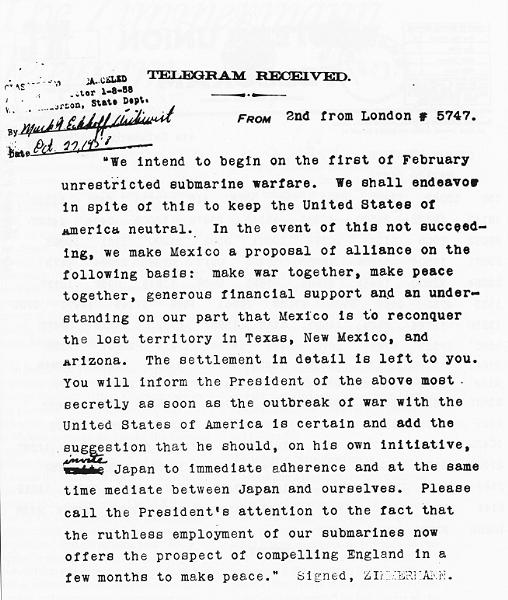
Le télégramme, déchiffré et traduit.

Le télégramme Zimmermann est un télégramme diplomatique qui a été envoyé le 16 janvier 1917 par le ministre des Affaires étrangères de l'Empire allemand, Arthur Zimmermann, à l'ambassadeur allemand au Mexique, Heinrich von Eckardt, au plus fort de la Première Guerre mondiale. Il donnait l'instruction à l'ambassadeur de se mettre en contact avec le gouvernement mexicain pour lui proposer une alliance contre les États-Unis. Intercepté et déchiffré par le Royaume-Uni puis rendu public, son contenu a accéléré l'entrée en guerre des États-Unis.

## Contenu du télégramme

Territoire mexicain en 1917
Territoire promis par le télégramme Zimmermann
- Frontière mexicaine avant la révolution texane et la guerre américano-mexicaine

Le message de Zimmermann contenait une proposition d'alliance avec le Mexique au cas où les États-Unis renonceraient à leur neutralité dans le conflit qui faisait rage en Europe. En outre, si les États-Unis entraient en guerre, la note suggérait de proposer au gouvernement mexicain une alliance avec l'empire du Japon. En contrepartie, l'Allemagne promettrait son soutien financier au Mexique pour reconquérir le Texas, le Nouveau-Mexique et l'Arizona (perdus lors de la guerre de 1846-1848).
Le texte, tel qu'il a été publié dans la presse, est le suivant :

« Nous avons l'intention d'inaugurer la guerre sous-marine à outrance, le 1er février. En dépit de cela, nous désirons que les États-Unis restent neutres, et si nous n'y réussissons pas, nous proposons une alliance au Mexique.

Nous ferons la guerre ensemble et nous ferons la paix ensemble. Nous accorderons notre appui financier au Mexique, qui aura à reconquérir les territoires du Nouveau Mexique, du Texas et de l'Arizona.

Les détails du règlement sont laissés à votre initiative.

Vous aurez à informer le président du Mexique de la proposition ci-dessus aussitôt que vous serez certain de la déclaration de guerre avec les États-Unis, et vous suggérerez que le président du Mexique, de sa propre initiative, communique avec le Japon, proposant à cette dernière nation d'adhérer immédiatement à notre plan, et vous offrirez en même temps d'agir comme médiateur entre l'Allemagne et le Japon.

Veuillez attirer l'attention du président du Mexique sur l'emploi sans merci de nos sous-marins qui obligera l'Angleterre à signer la paix dans quelques mois.

Signé : ZIMMERMANN »

## Réaction du Mexique

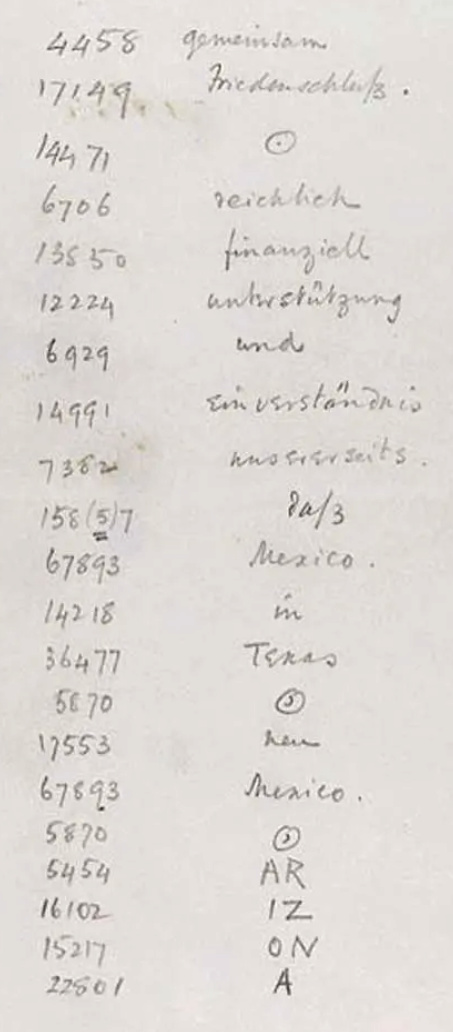
Le télégramme déchiffré par les cryptanalystes du British Naval Intelligence. Le mot « Arizona » ne figurait pas dans le livre de codes allemand et fut donc séparé en plusieurs parties.

Plus tard, un général, nommé par le président du Mexique Venustiano Carranza, fut chargé d'évaluer la possibilité de récupérer ces anciens territoires. Selon ses conclusions, reprendre les trois États aurait provoqué des difficultés durables avec les États-Unis voire aboutirait à une nouvelle guerre. En outre, le Mexique n'aurait pas pu s'accommoder d'une grande population anglo-saxonne à l'intérieur de ses propres frontières. En tout état de cause, l'Allemagne ne serait pas  en mesure de fournir les armes nécessaires aux hostilités à venir. Carranza déclina les propositions de Zimmermann le 14 avril, après que les États-Unis eurent déclaré la guerre à l'Allemagne.

## Modalités d'interception par les services britanniques
Le télégramme fut intercepté et suffisamment déchiffré par les cryptanalystes Nigel de Grey et William Montgomery (en) du service de renseignement de l'Amirauté, le Bureau 40, dirigé par l'amiral William R. Hall (en), pour qu'il soit possible d'en comprendre le sens. Ce déchiffrement a été possible à l'aide de diverses techniques, parmi lesquelles l'analyse des messages interceptés et d'un livre de codes d'une version plus ancienne du code trouvé sur Wilhelm Wassmuss (en), un agent allemand opérant au Moyen-Orient.
Le gouvernement britannique souhaitait rendre public le télégramme pour faire entrer rapidement en guerre les États-Unis dans le camp des Alliés de la Première Guerre mondiale, sachant que le sentiment anti-allemand aux États-Unis était déjà particulièrement fort à la suite de la perte de 200 vies américaines au cours d'attaques de sous-marins allemands (dont celle du paquebot RMS Lusitania le 7 mai 1915) lors de la bataille de l'Atlantique. Mais se trouvait placé face à un dilemme : s'il produisait le télégramme, l'Allemagne allait sans doute soupçonner que leur chiffre avait été cassé.
Il y avait aussi un autre problème, plus grave : ils ne pouvaient pas non plus le présenter au gouvernement des États-Unis. En effet, du fait de son importance, les autorités allemandes avaient utilisé trois voies différentes pour envoyer le message de Berlin à l'ambassadeur allemand à Washington, Johann von Bernstorff, à charge pour lui de le retransmettre à son homologue à Mexico, von Eckardt. Les Britanniques avaient obtenu le message par une de ces voies : l'accès que les Américains avaient donné à l'Allemagne à leur télégraphe diplomatique pour encourager l'initiative de paix du président Wilson. Les Allemands l'utilisaient parce qu'ils chiffraient les messages et parce qu'ils savaient que les États-Unis, par principe, ne lisaient (pas encore) la correspondance diplomatique des autres pays et qu'ils n'avaient pas de capacité de déchiffrement. Le message télégraphique partit de l'ambassade américaine de Berlin jusqu'à Copenhague et par câble télégraphique sous-marin jusqu'aux États-Unis via le Royaume-Uni (où il a été intercepté). Pour les Britanniques, révéler la source du télégramme revenait à reconnaître, auprès du gouvernement américain, leur capacité d'écouter les communications diplomatiques des États-Unis.

## Solution britannique

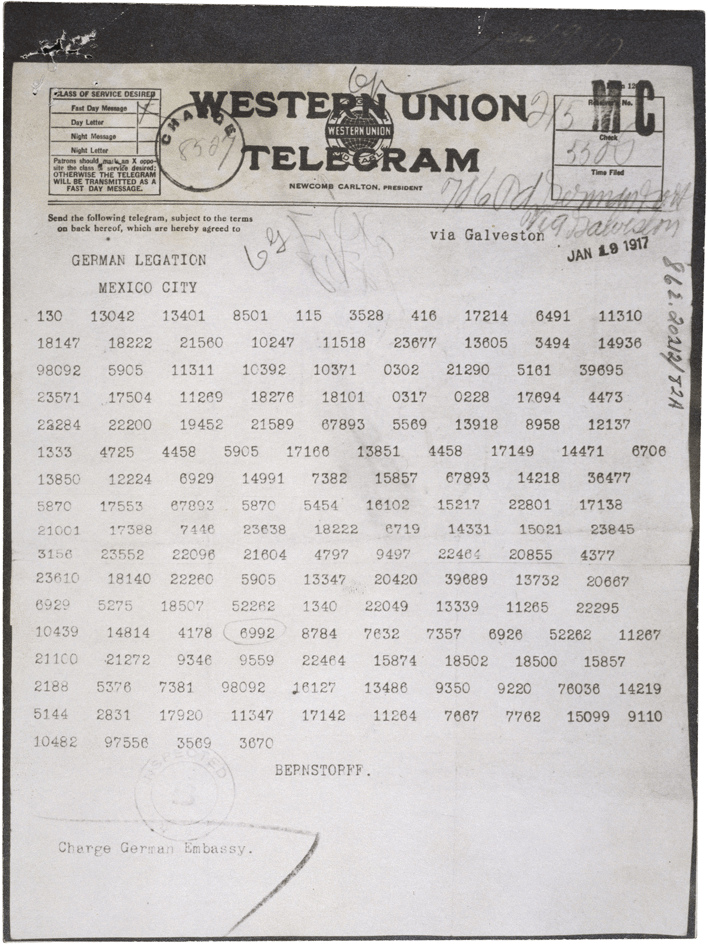
Le télégramme Zimmermann tel qu'il fut envoyé au Mexique par l'ambassadeur allemand à Washington. Chaque mot a été chiffré en un nombre de quatre ou cinq chiffres, grâce à un livre de codes.

Le gouvernement du Royaume-Uni supposa que l'ambassade d'Allemagne à Washington enverrait le message à l'ambassade à Mexico via le système télégraphique, et une copie existerait donc dans le bureau public de télégraphe à Mexico. S'il pouvait s'en procurer un exemplaire, il pourrait le transmettre au gouvernement des États-Unis en prétendant qu'il l'avait découvert en espionnant au Mexique. Il contacta donc un agent britannique à Mexico, connu seulement sous le nom de M. H., qui réussit à en obtenir un. Pour le plus grand plaisir des analystes britanniques, le message avait été envoyé à partir de l'ambassade d'Allemagne à Washington vers Mexico en utilisant le vieux code dans le livre de codes Wassmuss et pouvait donc être complètement déchiffré ; sans doute parce que l'ambassade d'Allemagne à Mexico ne possédait pas le dernier livre de codes.
Le télégramme fut remis par l'amiral Hall au ministre britannique des Affaires étrangères, Arthur James Balfour, qui à son tour contacta l'ambassadeur américain au Royaume-Uni, Walter Page, et lui remit le télégramme le 23 février. Deux jours plus tard, celui-ci le transmit au président Woodrow Wilson.

## Réaction aux États-Unis

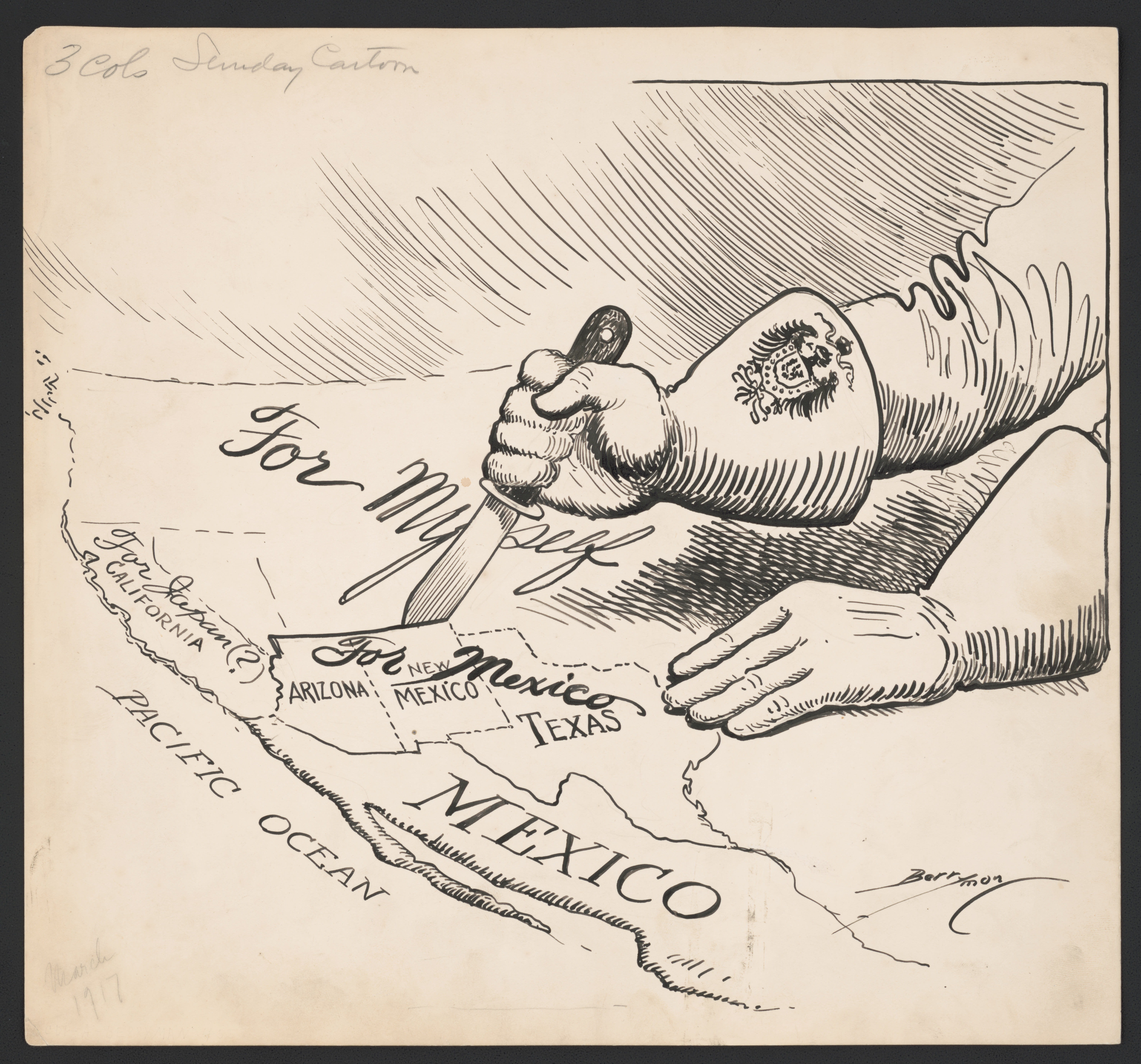
Caricature politique du télégramme Zimmermann.

Le sentiment populaire aux États-Unis à cette époque était majoritairement plus anti-mexicain qu'anti-allemand. Le général John Pershing avait longtemps poursuivi le bandit-révolutionnaire Pancho Villa, qui avait mené plusieurs incursions à la frontière entre les États-Unis et le Mexique. Cette opération était coûteuse pour le gouvernement des États-Unis et Wilson souhaitait suspendre la poursuite jusqu'à la tenue de nouvelles élections au Mexique, l'installation d'un nouveau gouvernement et la promulgation d'une nouvelle constitution (une convention constitutionnelle, qui adopterait plus tard la constitution mexicaine de 1917, était en cours à cette époque). La nouvelle du télégramme exacerba les tensions entre les États-Unis et le Mexique puisqu'un tel traité aurait compromis l'élection d'un nouveau gouvernement mexicain plus favorable aux intérêts américains.
Le 1er mars, le gouvernement américain remit à la presse le texte déchiffré du télégramme. Les Américains crurent d'abord à un faux destiné à les faire entrer en guerre du côté des Alliés. Cette opinion était défendue par les diplomates allemands, mexicains et japonais, ainsi que par les pacifistes américains et par les groupes de pression pro-allemands.

## Discours de Zimmermann

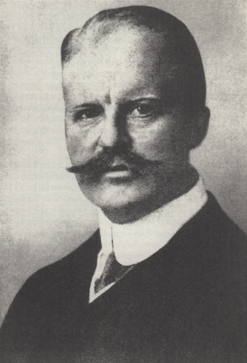
Arthur Zimmermann.

Pourtant, contre toute attente, Zimmermann confirma son authenticité les 3 et 29 mars 1917 dans un nouveau discours. Celui-ci avait pour but d'expliquer son point de vue sur la situation des relations américano-mexicaine. Il commença par déclarer qu'il n'avait pas écrit de lettre à Carranza mais avait donné des instructions à l'ambassadeur allemand en empruntant « un chemin qui lui semblait sûr ».
Il expliqua aussi que, malgré l'offensive sous-marine, il espérait que les États-Unis resteraient neutres. Sa proposition au gouvernement mexicain ne devait être prise en compte que si les États-Unis déclaraient la guerre, et il estimait que ses instructions étaient « totalement loyales vis-à-vis des États-Unis ». En fait, il reprocha au président Wilson d'avoir rompu les relations avec l'Allemagne « de façon extrêmement brutale » après l'interception du télégramme, et que l'ambassadeur allemand n'avait en conséquence « plus l'occasion d'expliquer l'attitude allemande, et le gouvernement américain avait refusé toute négociation ». Son discours était d'une certaine façon honnête puisqu'il présentait l'idée qui avait présidé à l'envoi du télégramme.
À la suite de ce fiasco, il dut démissionner le 6 août 1917.

## Déclaration de guerre
Bien que le télégramme débutât par la déclaration que l'Allemagne était plus intéressée par le maintien de la neutralité américaine que par l'attaque de sa flotte, cette confirmation de l'hostilité profonde provoqua une montée du sentiment anti-allemand. Wilson répondit à cette manifestation d'hostilité allemande à l'égard des États-Unis en demandant au Congrès d'armer des navires américains qui pourraient repousser de possibles attaques de sous-marins allemands. Quelques jours plus tard, le 2 avril 1917, Wilson demanda au Congrès de déclarer la guerre à l'Allemagne. Le 6 avril 1917, le Congrès accepta, faisant entrer les États-Unis dans la Première Guerre mondiale.
Les sous-marins allemands avaient déjà attaqué des navires des États-Unis près des îles Britanniques et une série de sabotages allemands avait déjà eu lieu sur le sol américain, de sorte que le télégramme ne fut pas la seule cause de la guerre. Il joua, pourtant, un rôle très important en faisant évoluer l'opinion publique américaine. On a perçu comme particulièrement traitre que le télégramme ait été transféré la première fois à partir de l’ambassade des États-Unis à Berlin vers l'ambassade allemande à Washington avant d’être transféré au Mexique. Quand le public américain tint le télégramme pour vrai, l'entrée des États-Unis dans la Grande Guerre devint inévitable.

## Dans la fiction
Le télégramme Zimmermann est l'un des sujets de l'intrigue du film The King's Man : Première Mission (2021).
En bandes dessinées,  les auteurs Carin, Borille et Rivière se basent sur cette affaire dans les deux premiers volumes de Victor Sackville : le Code Zimmermann (Lombard)